# Страндбург (Південна Дакота)
Страндбург (англ. Strandburg) — місто (англ. town) в США, в окрузі Ґрант штату Південна Дакота. Населення — 63 особи (2020).

## Географія
Страндбург розташований за координатами 45°2′39″ пн. ш. 96°45′38″ зх. д. / 45.04417° пн. ш. 96.76056° зх. д. (45.044067, -96.760441).  За даними Бюро перепису населення США в 2010 році місто мало площу 0,19 км², уся площа — суходіл.

## Демографія
Згідно з переписом 2010 року, у місті мешкали 72 особи в 27 домогосподарствах у складі 17 родин. Густота населення становила 373 особи/км².  Було 36 помешкань (186/км²).
Расовий склад населення:
| - 95,8 % — білих - 4,2 % — корінних американців |

До двох чи більше рас належало 0,0 %. Частка іспаномовних становила 0,0 % від усіх жителів.
За віковим діапазоном населення розподілялося таким чином: 36,1 % — особи молодші 18 років, 52,8 % — особи у віці 18—64 років, 11,1 % — особи у віці 65 років та старші. Медіана віку мешканця становила 37,0 року. На 100 осіб жіночої статі у місті припадало 140,0 чоловіків;  на 100 жінок у віці від 18 років та старших — 109,1 чоловіків також старших 18 років.
Середній дохід на одне домашнє господарство  становив 51 990 доларів США (медіана — 41 250), а середній дохід на одну сім'ю — 62 611 долар (медіана — 71 875). Медіана доходів становила 48 889 доларів для чоловіків та 30 000 доларів для жінок. За межею бідності перебувало 11,1 % осіб, у тому числі 36,4 % дітей у віці до 18 років та 0,0 % осіб у віці 65 років та старших.
Цивільне працевлаштоване населення становило 37 осіб. Основні галузі зайнятості: транспорт — 24,3 %, освіта, охорона здоров'я та соціальна допомога — 21,6 %, фінанси, страхування та нерухомість — 18,9 %.